# Ermafroditismo

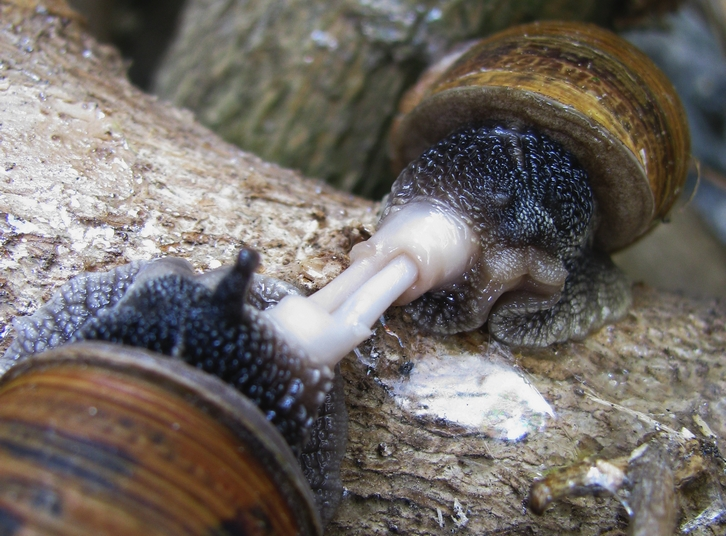
Due chiocciole (Cornu aspersum) che si accoppiano. Normalmente le due lumache sarebbero ammassate insieme; queste due sembrano essere state parzialmente separate, o semplicemente per gravità poiché si trovano su un ramo arrotondato, o per intervento umano.

L'ermafroditismo è il fenomeno per cui un individuo di una determinata specie (vegetale o animale) può riprodurre, contemporaneamente o successivamente, sia i gameti maschili sia quelli femminili. In alcune specie animali, in particolare gli invertebrati, il fenomeno è comune, talvolta addirittura essenziale per la riproduzione.

## Definizioni
L'ermafroditismo viene definito:
- "istantaneo" o "simultaneo"[1] quando gli individui presentano contemporaneamente gonadi maschili e femminili oppure una sola gonade in grado di produrre sia sperma sia uova (ovotestis)
- "sequenziale", talvolta indicato come inversione sessuale, se invece cambiano sesso nel corso vita. Quando un individuo è maschio nella prima parte della vita si parla di proterandrìa (ad es. l'orata), nel caso opposto (come nella donzella) si parla di proteroginìa.

Il monoicismo si contrappone al dioicismo, che caratterizza quelle specie dove i genitori sono di sesso separato, fenomeno comune anche nei vertebrati.
Storicamente, il termine ermafrodita è stato usato, in modo generico e impreciso, per descrivere individui in particolare nella specie umana che presentano organi genitali (primari e/o secondari) ambigui. Il termine intersessuale, più ampio, è preferito da questi individui stessi e dalla classe medica.
Si può distinguere fra ermafroditismo sufficiente e insufficiente. Gli organismi ermafroditi sufficienti sono in grado di riprodursi in autonomia, mentre gli insufficienti hanno comunque necessità di interagire con un altro individuo della propria specie per completare la riproduzione (fecondazione incrociata). Sebbene l'autofecondazione garantisca a ogni individuo la possibilità di riprodursi, l'evoluzione ha favorito l'affermarsi dell'ermafroditismo insufficiente in un gran numero di specie ermafrodite. Questo perché la fecondazione incrociata permette una migliore variabilità genetica rispetto all'autofecondazione.

## Etimologia

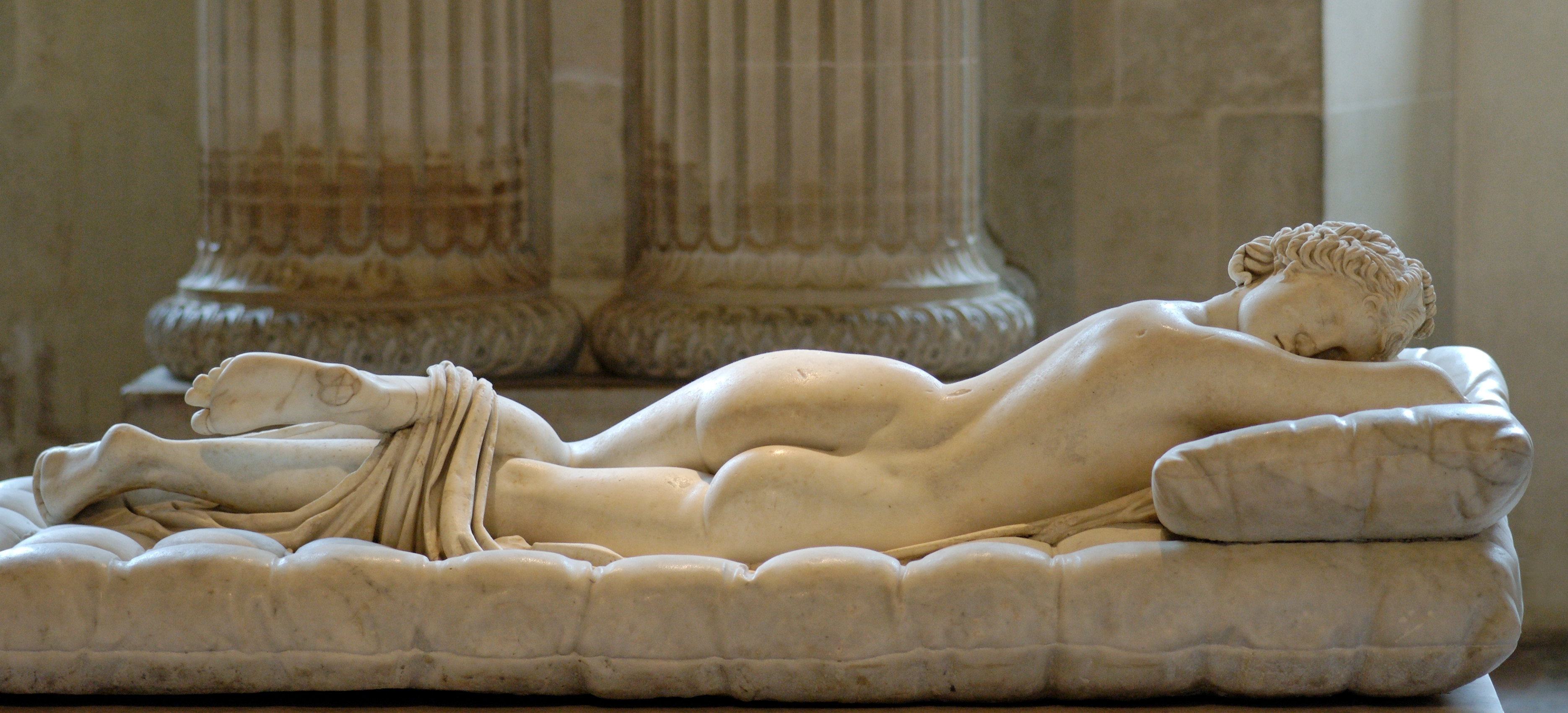
L'Ermafrodito dormiente, copia romana in marmo del II sec d.C. da originale ellenistico del II sec a.C.

Etimologicamente, il termine ermafrodita deriva da Ermafrodito, personaggio della mitologia greca figlio di Ermes e Afrodite che, essendosi fuso con una ninfa, risultava possedere tratti fisici di entrambi i sessi. Secondo la terminologia moderna, Hermaphroditus può essere considerato un ermafrodita contemporaneo (o simultaneo).
La figura mitologica di Tiresia, che compare nell'Odissea e nell'Edipo re, può essere invece considerata come un ermafrodita sequenziale (o successivo), essendosi trasformato in donna e ritornato uomo per volere degli dei.

## L'ermafroditismo nell'essere umano
L'ermafroditismo vero e proprio, nell'essere umano, è descritto come una rara disgenesia gonadica. Più frequenti sono gli pseudoermafroditismi (maschile e femminile), nonché le alterazioni collegate al sistema endocrino, che possono essere virilizzanti (come nel caso della sindrome adreno-genitale) o, al contrario, dar luogo a una insensibilità agli ormoni maschili (come nella sindrome di Morris) e inibire così lo sviluppo di caratteri sessuali maschili.
L'"ermafroditismo vero e proprio" e gli "pseudoermafroditismi" rientrano nelle anomalie della differenziazione sessuale.
Un essere umano ermafrodito, detto anche ermafrodita, può presentare contemporaneamente organi sessuali femminili o maschili ben definiti, altrimenti una condizione intermedia fra i due generi sessuali, con uno dei due organi più maturo dell'altro.

## Monoicismo nelle piante

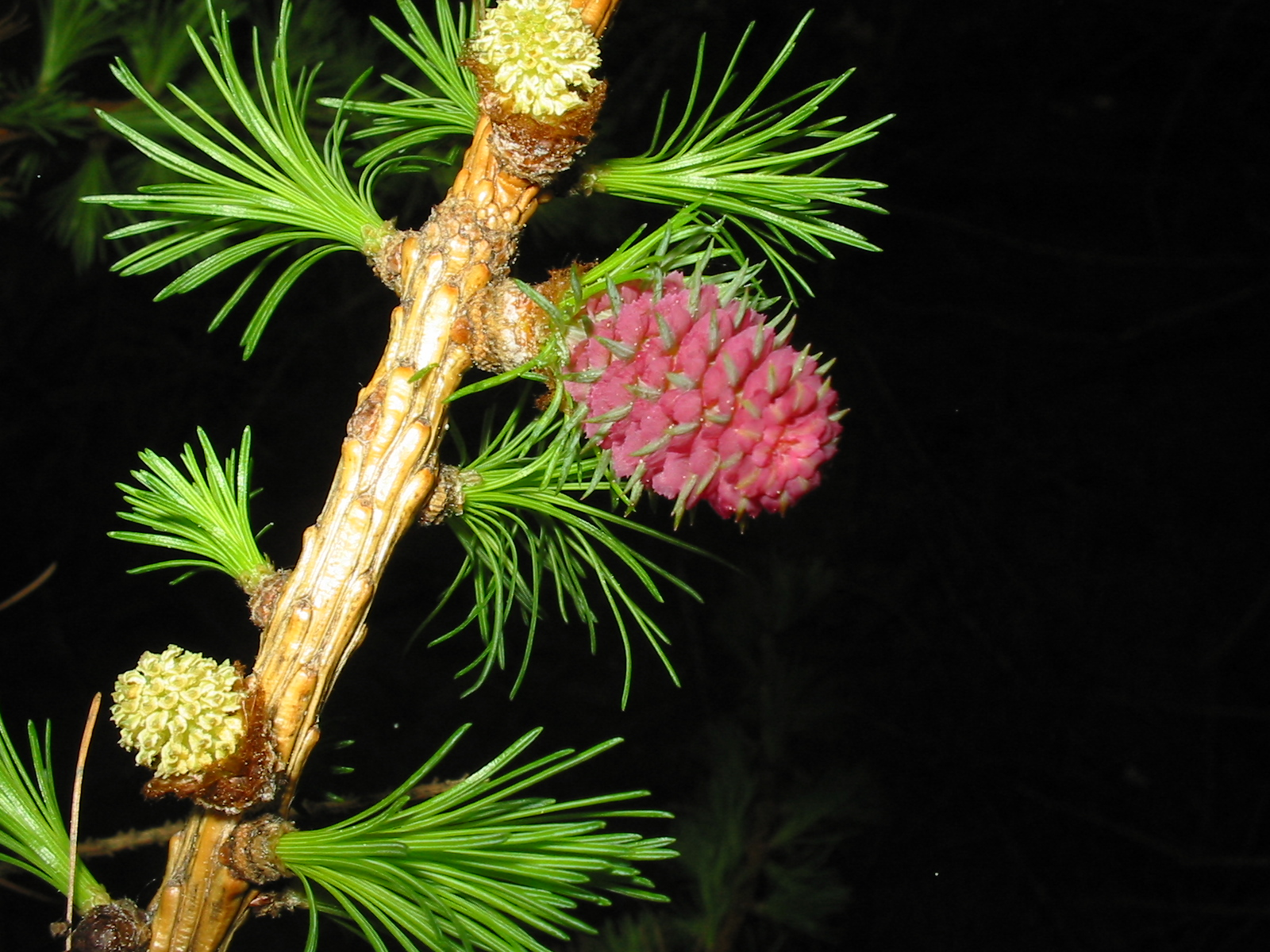
Il larice è una conifera monoica: i coni maschili, gialli, e quelli femminili, viola, sono portati dallo stesso individuo

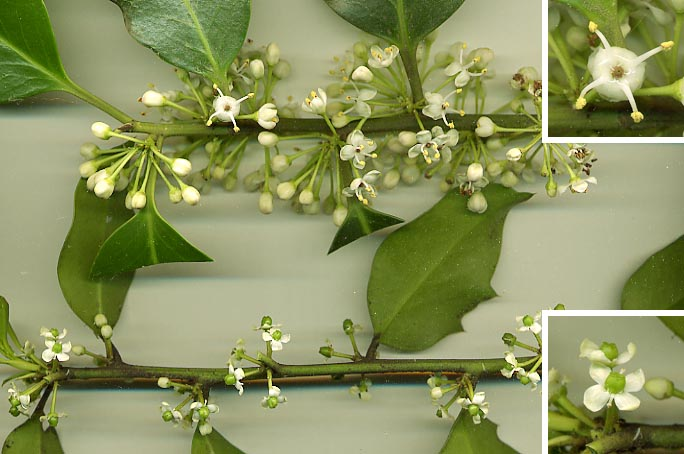
L'agrifoglio è un'angiosperma dioica: (sopra) fiori dell'individuo maschile con 4 stami (sotto) fiori dell'individuo femminile con in evidenza il gineceo; gli stami sono ridotti, non funzionali e privi di polline.

Monoico in particolare si utilizza parlando di spermatofite (ovvero piante a seme).
Angiosperme e gimnosperme presentano delle strutture riproduttive (fiori e strobili) che possono contenere le parti fertili maschili e femminili, insieme o separatamente.
Qualora parti fertili maschili e femminili siano separate si hanno fiori o coni unisessuali.
Quando le due parti coesistono i fiori sono detti ermafroditi.
Nel primo caso i fiori dei due sessi, che sono separati, possono essere:
- portati dallo stesso individuo: la specie si definisce monoica (es. Alnus, Betula, Fagus)
- portati da due individui differenti (es. Ginkgo biloba, Juniperus): la specie si definisce dioica.

I termini monoico e dioico non si utilizzano riferiti alla singola pianta (maschile o femminile) ma alla specie intesa come entità (es. l'ontano è una specie monoica).
Per una maggior precisione, va messo in evidenza che nelle piante il ciclo riproduttivo è più complesso di quello degli animali, nei quali la fecondazione del gamete femminile da parte di quello maschile dà origine a un embrione che è un individuo sessuato, strutturalmente e funzionalmente simile ai suoi genitori. Ciò avviene perché negli animali c'è un solo tipo di cellula riproduzione: i gameti, maschili o femminili. Nelle piante e nei funghi c'è invece la costante presenza di due tipi di cellule germinali: oltre ai gameti, che si comportano come quelli degli animali, sono presenti le spore, cellule che non richiedono fecondazione per poter dare origine, attraverso divisioni successive, a un nuovo organismo.
Il ciclo delle piante è un'alternanza di due organismi: uno si riproduce attraverso i gameti (è chiamato gametofito), l’altro (lo sporofito), attraverso le spore. Sia i gameti che le spore sono cellule aploidi, cioè hanno un solo set di cromosomi: il passaggio dallo stato diploide (con i tipici due set di cromosomi) a quello aploide avviene con una particolare successione di divisioni cellulari, la meiosi, che nelle piante avviene al momento della formazione delle spore. Lo stato diploide si ricostituisce con la fecondazione, quando si associano nella stessa cellula (lo zigote) i set cromosomici dei due genitori. Sporofito e gametofito solo raramente hanno la stessa forma, molto spesso differiscono profondamente, nella forma e nelle dimensioni: in alcuni funghi le due fasi del ciclo sono state a lungo considerate due specie diverse. Con l'evoluzione le piante hanno acquisito progressivamente le caratteristiche strutturali che hanno loro consentito una sempre maggiore indipendenza dalla presenza di acqua allo stato liquido nell'ambiente, e il gametofito si è di conseguenza ridotto, fino ad essere costituito da sole poche cellule, che nelle Angiosperme, le piante meglio adattate agli ambienti asciutti, sono nascoste nei tessuti dello sporofito, e dunque sfuggono a una diretta osservazione.
Quando le spore di una felce (Pteridophyta) germinano, formano una piccola lamina verde (il gametofito), che è molto diversa nella forma e nelle dimensioni dalle grandi foglie dello sporofito, che hanno prodotto le spore. Ma è il piccolo e difficilmente osservabile gametofito che forma i gameti maschili e femminili. Naturalmente, essendo quelli descritti fenomeni biologici, non mancano eccezioni e anomalie. Per quanto possa sembrare paradossale, fra le piante gli "individui" (che dovrebbero essere "non-divisibili") sono di fatto molto divisibili, tanto che dai loro frammenti si ricostituisce l'intero individuo: quindi fra le piante possiamo avere anche una "moltiplicazione" per talea che, diversamente dalla "riproduzione", dà origine a individui geneticamente identici all'individuo frammentato.